# Seven Sisters (Londen)
Seven Sisters is een wijk in het Londense bestuurlijke gebied Haringey, in de regio Groot-Londen.